# Aphrodite's Child
Aphrodite's Child a fost o formație de rock progresiv grecească, formată în anul 1967 de Vangelis Papathanassiou (clape), Demis Roussos (chitară bas și voce), Loukas Sideras (percuție și voce) și Anargyros "Silver" Koulouris (chitară). Numele formației provine din titlul piesei cu același numede pe albumul Sings Where It's At al lui Dick Campbell. Papathanassiou și Roussos erau deja cunoscuți în Grecia (dupa experiențele Formyx și respectiv Idols) în momentul în care s-au reunit cu Sideras și Koulouris pentru a înființa formația. Primele lor înregistrări au fost pentru albumul lui George Romanos, In Concert and in Studio, unde interpretează patru piese fiind prezentați drept 'Vangelis și Orchestra'. În același an au înregistrat două piese demo pe care le-au prezentat studiourilor Philips Records.

## Istoric
Cel mai probabil la propunerea lui Vangelis, formația încă anonimă (sub numele de "The Papathanassiou Set"), încearcă să se stabilească la Londra pentru a beneficia de un climat prielinc activității lor (Grecia tocmai intrase în dictatura de dreapta in anul 1967). Această decizie nu este lipsită însă de probleme.  Koulouris a trebuit să rămână în Grecia pentru a satisface serviciul militar, în timp ce restul formației, în drum spre Londra, rămâne blocată în Paris datorită problemelor legate de permisele de muncă în timpul manifestațiilor de stradă din Franța din 1968.
În Paris semnează contractul cu Mercury Records, adoptă numele "Aphrodite's Child" și scot primul single "Rain and Tears", prelucrare dupa Canonul in Re major al lui Pachelbel. Cu această piesă, formația devine faimoasă în Franța și în alte țări europene, cu poziții bune în topuri, deși piesa este intepretată în engleză și nu în franceză. Piesa este vândută în peste un milion de copii și primește discul de aur. În același an (1968), în luna octombrie, trupa lansează primul album intitulat End of the World. Albumul coține în mod egal piese pop psihedelic și balade, în stilul Procol Harum sau The Moody Blues.
Formația începe turnul în Europa, iar în ianuarie 1969 înregistrează o piesă în limba italiană pentru festivalul Sanremo, dar la care nu participă. Următorul lor hit este "I Want to Live", o reinterpretare a piesei "Plaisir d'amour". Pentru al doilea album, formația se mută la Londra pentru a înregistra în Studiourile Trident. Primul single de pe al doilea album, "Let Me Love, Let Me Live" este lansat în luna noimebrie, iar albumul It's Five O'Clock este lansat în ianuarie 1970. Albumul conține câteva balade de succes (ca și piesa care dă numele albumului) dar și piese care parcurg alte genuri muzicale, printre care și country rock.
După cel de al doilea album, formația încep din nou concertele, dar fără Vangelis, care rămâne în Paris să înregistreze coloana sonoră pentru fimul erotic al lui Henry Chapier, Sex Power. Vangelis este înlocuit pe scenă de către Harris Chalkitis. În anul 1970 formația promovează ultimul album iar Vangelis lucrează pentru prima sa coloană sonoră. Pentru a menține ritmul hit-urilor, formația lansează în august 1970 piesa "Spring, Summer, Winter and Fall".

## 666
Spre sfârșitul anului 1970, încep înregistrările pentru adaptarea muzicală a Apocalipsei dupa Ioan din Biblie, intitulată 666. Între timp, Koulouris termină stagiul militar și se alătură formației. 
Albumul 666 este conceput de Vangelis, cu textier extern, Costas Ferris. Muzica creată de Vangelis pentru acest album are o nuanță accentuat psihedelică spre deosebire de albumele anterioare. Acest lucru înrăutățește relațiile cu ceilalți membrii care susțin în continuare linia pop care a adus succesul. Drept urmare, Roussos înclină spre cariera solo și înregistrează primul său single We Shall Dance (cu Sideras la tobe) și ulterior primul său album On the Greek Side of My Mind. În același timp Vangelis înregistrează coloana sonoră L'Apocalypse des animaux și lucrează la un nou single cu prietena sa Vilma Ladopoulou, ajutat de Koulouris care colaborează sub pseudonimul de 'Alpha Beta'.
La data lansării dublului album 666, în iunie 1972, formația deja se destrămase. Cu toate acestea, albumul a înregistrat peste 20 de milioane de copii vândute fiind considerat un album de referință în rock-ul progresiv. Vangelis si Roussos au continuat carierele proprii pe cont propriu. Roussos continuă ca interpret pop iar Vangelis pune bazele muzicii electronice, apoi continuă cu muzica de film care îi aduce renumele în anii 1980-2000 și muzică clasică. Devine o persoană retrasă din viața publică și compune (printre numeroase altele) coloanele sonore ale filmelor Blade Runner și Alexander. Kolouris continuă să lucreze ocazional când cu Vangelis, când cu Roussos. Sideras continuă cariera cu mai puțin succes. Lansează piesa Rising Sun înainte de a dispărea în obscuritate.

## Discografie

### Albume
- End of the World (februarie 1968)
- It's Five O'Clock (decembrie 1969)
- 666 (iunie 1972)[5]

### Single-uri
| An   | Nume                              | IT | UK | NL |
| ---- | --------------------------------- | -- | -- | -- |
| 1968 | "Plastics Nevermore"              | -  | -  | -  |
| 1968 | "Rain And Tears"                  | 1  | 29 | 2  |
| 1969 | "End Of The World"                | 8  | -  | -  |
| 1969 | "Valley Of Sadness"               | -  | -  | -  |
| 1969 | "Lontano Dagli Occhi"             | -  | -  | -  |
| 1969 | "I Want To Live"                  | 5  | -  | 1  |
| 1969 | "Let Me Love, Let Me Live"        | 20 | -  | -  |
| 1969 | "Marie Jolie"                     | -  | -  | 4  |
| 1970 | "It's Five O'Clock"               | 1  | -  | 12 |
| 1970 | "Spring, Summer, Winter and Fall" | 1  | -  | 12 |
| 1971 | "Such a Funny Night"              | -  | -  | 9  |
| 1972 | "Break"                           | -  | -  | 30 |

### Albume compilație
- Best of Aphrodite's Child (1980)
- Aphrodite's Child's Greatest Hits (1995)
- The Singles (1995)
- The Complete Collection (Aphrodite's Child) (1996)
- Babylon the Great：An Introduction to Aphrodite's Child (2002)
- The Singles+ (2003)